# 训练日
是一部2001年由安东尼·福奎阿執導的美國动作犯罪電影，為丹泽尔·华盛顿及伊森·霍克主演。丹泽尔·华盛顿因该片而获得2002年第74屆奧斯卡最佳男主角獎。

## 演员
- 丹泽尔·华盛顿 飾 Detective Alonzo Harris
- 伊森·霍克 飾 Officer Jake Hoyt
- 伊娃·曼德絲 飾 Sara
- 斯科特·格倫 飾 Roger
- 克利夫·柯蒂斯 飾 "Smiley"
- 雷蒙·克魯茲 飾 Sniper
- 諾爾·古格列米（英语：Noel Gugliemi） 飾 Moreno
- 德瑞醫生 飾 Paul
- Peter Greene（英语：Peter Greene） 飾 Jeff
- 尼克·欽倫（英语：Nick Chinlund） 飾 Tim
- Jaime P. Gomez 飾 Mark
- 史努比狗狗 飾 Blue
- 梅茜·葛蕾 飾 Sandman的妻子
- Charlotte Ayanna（英语：Charlotte Ayanna） 飾 Lisa Hoyt
- Harris Yulin（英语：Harris Yulin） 飾 Detective Doug Rosselli
- 湯·貝倫加 飾 Stan Gursky
- 雷蒙德·約翰·巴里 飾 Captain Lou Jacobs
- Samantha Becker 飾 Letty
- Seidy López（英语：Seidy López） 飾 Dreamer
- Rudy Perez 飾 PeeWee
- Cle Shaheed Sloan（英语：Cle Shaheed Sloan） 飾 Bone
- Abel Soto 飾 Neto
- 丹佐·懷塔克（英语：Denzel Whitaker） 飾 Dimitri
- 泰瑞·克鲁斯 飾 Damu Gang Member（未掛名）